# قانون اساسی امپراتوری عثمانی
قانون اساسی امپراتوری عثمانی در ۱۸۷۶ (۱۲۵۴)، نخستین قانون اساسی امپراتوری عثمانی بود که توسط اعضای عثمانی‌های جوان به ویژه مدحت پاشا در زمان سلطنت سلطان عبدالحمید دوم (۱۲۵۴–۱۲۸۷ هجری خورشیدی) نوشته شد. این قانون اساسی تنها در مدت دو سال از ۱۲۵۴ تا ۱۲۵۶ در دورانی که به‌عنوان نخستین دوره قانون اساسی شناخته شده، برقرار بود. بعدها پس از انقلاب ترکان جوان در ۱۲۸۶ و آغاز دوره‌ای به نام دوره دوم قانون اساسی، دوباره به اجرا درآمد و اصلاح شد تا قدرت بیشتری را از سلطان و مجلس سنا به مجلس نمایندگان انتخاب شده، واگذار کند.
در جریان تحصیل در اروپا، برخی از اعضای جوان و نخبه عثمانی به این نتیجه رسیدند که راز موفقیت در اروپا، نه تنها به دلیل دستاوردهای فنی آن بلکه به موجب سازمان‌های سیاسی آن است. علاوه بر این، روند اصلاحات خود بخش کوچکی از این نخبگان را بر آن داشت که دولت قانون اساسی، یک بازاندیشی مطلوب در مورد حکومت استبدادی خواهد بود و فرصتی بهتر برای تأثیرگذاری در سیاست را فراهم خواهد کرد. حکومت ضعیف سلطان عبدالعزیز یکم، منجر به برکناری وی در سال ۱۲۵۴ شد که پس از چند ماه سردرگمیِ حکومت، منجر به اعلام قانون اساسی عثمانی شد و سلطان جدید، عبدالحمید دوم متعهد شد که از آن حمایت کند.